# Rutylapa binocellifera
Rutylapa binocellifera är en tvåvingeart som först beskrevs av Edwards 1933.  Rutylapa binocellifera ingår i släktet Rutylapa och familjen platthornsmyggor. Inga underarter finns listade i Catalogue of Life.